# دراسات في الدين المقارن (مجلة)
مجلة دراسات الدين المقارن مجلة أكاديمية فصلية نُشرت بين 1963 إلى 1987 وتضمنت مقالات عن الممارسات الروحية والرمزية الدينية لأديان العالم. تميزت المجلة بعدد الشخصيات المتبعة لمدرسة التقليدية أو الحكمة الخالدة البارزة التي ساهمت فيها. كما تميزت بكونها أول مجلة باللغة الإنجليزية تركز على موضوع الدراسات التقليدية ومقارنة الأديان .

## تاريخ
أسست مجلة دراسات الدين المقارن في عام 1963 على يد فرانسيس كلايف روس ، الذي شغل منصب رئيس التحرير والناشر . وصدرت بين عامي 1963 و 1967 تحت اسم مجلة "الغد Tomorrow" . عمل المؤلف من مدرسة التقليدية ويليام ستودارت أيضًا كمحرر مساعد لسنوات عديدة. نشر جاكوب نيدلمان ، محرر مكتبة بنجوين الميتافيزيقية ، مجموعة مقالات من دراسات في مقارنة الأديان تحت عنوان "سيف المعرفة الصوفية gnosis". توقفت المجلة عن النشر في عام 1987 ولم تكن المقالات متاحة حتى عام 2007، عندما أطلقت World Wisdom أرشيفًا مجانيًا للمجلة على الإنترنت.

## روابط خارجية
- الموقع الرسمي